# Gabriel Jaraba Molina
Gabriel Jaraba Molina (Barcelona, 10 febrer 1950) és un professor universitari, periodista, escriptor i músic.
Va ser membre de l'equip fundador d'El Periódico de Catalunya (1978) després que va passar per un gran nombre de publicacions, entre elles les revistes en llengua catalana Oriflama, Presència i Canigó. El 1993 va ingressar a l'equip directiu de TV3, Televisió de Catalunya, d'on es va prejubilar el 2011.
És conegut com a crític musical, comentarista cultural, entrevistador, reporter, dissenyador gràfic periodístic i analista dels mitjans de col·laboració. Actualment escriu a Catalunya Plural
El 2017 es va titular com a Doctor en Comunicació i Periodisme per la UAB (Cum Laude) amb una tesi doctoral sobre Twitter i periodisme.

## Llibres
- Periodismo en internet. Cómo escribir y publicar contenidos de calidad en la Red. Ma non Troppo, 2014, ISBN 978-84-1525-669-4
- Twitter para periodistas. UOC, 2015, ISBN 978-84-9064-726-4
- YouTuber. Cómo crear videos de impacto y triunfar con ellos en internet. Ma non Troppo, 2015, ISBN 978-84-15256-81-6
- ¡Hazlo con tu smartphone! Cómo sacarle el máximo partido a tu dispositivo. Ma non Troppo, 2016, ISBN 978-84-945961-0-0[2]